# Priyanka Roy
Priyanka Roy (née le 2 mars 1988) est une joueuse de cricket indienne bengalie. Elle a joué comme frappeuse et quilleuse dans vingt-et-un One-Day Internationals et cinq Twenty20 internationals pour l'équipe féminine indienne. Ses performances à la Coupe du monde de cricket féminin 2009 lui ont permis d'être nommée dans l'équipe du tournoi. En 2017 la BBC la nomme dans sa liste des 100 Women.